# Spar- und Kredit-Bank Gemünden
Die Spar- und Kredit-Bank Gemünden eG (offizielle Schreibweise gemäß Genossenschaftsregister: Spar-u.Kredit-Bank eG) ist eine Genossenschaftsbank mit Sitz in der hessischen Stadt Gemünden (Wohra) im Landkreis Waldeck-Frankenberg.

## Geschichte
Der Ursprung der heutigen Spar- und Kredit-Bank eG geht auf zwei im Jahre 1888 fast zeitgleich, jedoch unabhängig voneinander gegründete Genossenschaften in Gemünden (Wohra) zurück. So wurde am 18. Dezember 1888 einerseits der Gemündener Spar- und Darlehnskassenverein, eingetragene Genossenschaft, zu Gemünden und am 27. Dezember 1888 andererseits der Creditverein, eingetragene Genossenschaft zu Gemünden (Wohra) gegründet. Beide Genossenschaften wurden dabei nach dem System Raiffeisen gegründet. Die Eintragung der Genossenschaften in das Genossenschaftsregister beim Königlichen Amtsgericht Rosenthal erfolgte jeweils am 10. Januar 1889 unter den Registernummern 1 (Spar- und Darlehnskassenverein) bzw. 2 (Creditverein).
Beide Genossenschaften entwickelten sich zunächst unabhängig voneinander. Erst in der Generalversammlung am 16. Dezember 1934 beschlossen die Mitglieder beider Genossenschaften den Zusammenschluss. Dabei war der Creditverein die übernehmende, der Spar- und Darlehnskassenverein die übertragende Genossenschaft. Die Fusion wurde mit der Eintragung in das Genossenschaftsregister im Januar 1935 wirksam. Der Name der vereinigten Bank lautete Spar- und Kreditverein eGmuH, Gemünden (Wohra). Mit der Fusion wurde auch das „Rechnerstuben-Zeitalter“ beendet. Während zuvor die Privaträume des Rechners als Geschäftsräume dienten, wurden nach der Fusion die ersten eigenen Geschäftsräume im damaligen Gasthaus Debus angemietet.
Im Jahr 1961 wurde die Satzung in verschiedenen Punkten geändert. So erfolgte die Umwandlung der Genossenschaft mit unbeschränkter Haftung in eine solche mit beschränkter Haftung. In diesem Zuge wurde auch die Firma der Genossenschaft in den noch heute gültigen Namen Spar-u.Kredit-Bank eG geändert.
1963 erfolgte die Fusion mit der Raiffeisenkasse Dodenhausen eGmbH (gegr. 1911) mit dem Sitz in Dodenhausen und damit der Einstieg in das Warengeschäft. Im gleichen Jahr wurden neue Geschäftsräume im Gemündener Steinweg/Ecke Untertor bezogen, in denen die Bank noch heute ihren Sitz hat.
Im Jahr 1968 wurde eine Geschäftsstelle in Haina (Kloster) eröffnet; 1972 wurden die Raiffeisenkasse Langendorf-Wohra e.G.m.b.H. (gegr. 1892) mit dem Sitz in Langendorf  und die Raiffeisenkasse der Bunstruth e.G.m.b.H. Sehlen (gegr. 1923) mit dem Sitz in Sehlen durch Fusion übernommen.
In den Jahren 1987 und 1988 wurde das Gebäude der Hauptstelle in Gemünden durch einen Anbau erweitert. Im Jahr 1989 erfolgte die bislang letzte Fusion mit der Raiffeisenbank Rosenthal eG (gegr. 1889) mit dem Sitz in Rosenthal.

## Rechtsverhältnisse
Die Spar- und Kredit-Bank eG (lt. GnR „Spar-u.Kredit-Bank eG“) ist im Genossenschaftsregister beim Amtsgericht Marburg unter GnR 291 eingetragen.

## Organisationsstruktur
Rechtsgrundlagen sind das Genossenschaftsgesetz und die durch den Generalversammlung beschlossene Satzung. Organe der Bank sind der Vorstand, der Aufsichtsrat und die Generalversammlung.

## Sicherungseinrichtung
Die Spar- und Kredit-Bank eG ist der amtlich anerkannten Sicherungseinrichtung des Bundesverbandes der Deutschen Volksbanken und Raiffeisenbanken GmbH und der zusätzlichen freiwilligen Sicherungseinrichtung des Bundesverbandes der Deutschen Volksbanken und Raiffeisenbanken e.V. angeschlossen.

## Geschäftsausrichtung
Die Spar- und Kredit-Bank eG betreibt das Universalbankgeschäft. Im Verbundgeschäft arbeitet sie im Wesentlichen mit der DZ Bank, R+V Versicherung, Bausparkasse Schwäbisch Hall, Teambank, VR Leasing, DZ Hyp, Münchener Hypothekenbank eG und der Union Investment zusammen.

## Geschäftsgebiet
Das Geschäftsgebiet liegt im Süden des Landkreises Waldeck-Frankenberg sowie im Norden des im Landkreises Marburg-Biedenkopf.
An diesen Orten betreibt die Bank Filialen:
- Gemünden (Wohra) (Hauptstelle, jur. Sitz)
- Rosenthal (Geschäftsstelle)
- Haina (Kloster) (Geschäftsstelle)
- Wohra  (Geschäftsstelle)